# Przeróbka
Przeróbka (dawniej Zawiśle, Przerabka, Trojan, niem. Troyl, kaszub. Trél) – dzielnica administracyjna w Gdańsku o charakterze przemysłowo-mieszkaniowym, położona w północno-wschodniej części miasta na Wyspie Portowej.
Przeróbka posiada radę dzielnicy.

## Położenie
Dzielnica położona jest na Wyspie Portowej. Od południa ogranicza ją Martwa Wisła, od zachodu Kanał Kaszubski, od północy wody Zatoki Gdańskiej.
Przeróbka graniczy od wschodu z dzielnicą Stogi.

### Podjednostki
Na obszarze osiedla wyróżnia się następujące jednostki morfogenetyczne:
- Przeróbka – południowa część dzielnicy w zakolu Martwej Wisły, charakter mieszkaniowo-przemysłowy, jedyna zamieszkana część dzielnicy.
- Sączki – obszar w środkowej części dzielnicy pomiędzy Kanałem Kaszubskim i Zatoką Gdańską, tereny przemysłowe oraz pasmo wydm nadmorskich.
- Westerplatte – półwysep u ujścia Martwej Wisły do Zatoki Gdańskiej, symboliczne miejsce rozpoczęcia II wojny światowej, zespół parkowo-pomnikowy, nabrzeża portowe, jednostka straży granicznej.
- Wisłoujście – obszar przemysłowy między Westerplatte i Sączkami, zachowana zabytkowa Twierdza Wisłoujście.

## Historia

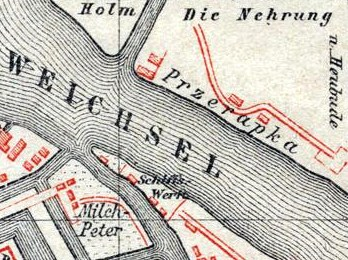
Przeróbka i Martwa Wisła na planie z 1885

W 1907 tereny Przeróbki zostały włączone w granice administracyjne Gdańska. W 1927 osiedle zostało połączone linią tramwajową z centrum miasta i z plażą na Stogach (obsługiwaną tramwajami typu Bergmann). 
Na terenie dzielnicy rozpoczęła się II wojna światowa. Podczas niej znajdowały się tu filia niemieckiego obozu koncentracyjnego w Stutthofie i obóz radzieckich jeńców wojennych.

## Transport
Przeróbkę z resztą miasta łączą dwa największe gdańskie mosty: Siennicki (zbudowany w 1912) i wantowy im. Jana Pawła II (otwarty w 2001). Ten ostatni jest częścią Trasy Sucharskiego, przebiegającej po wschodniej granicy dzielnicy. Tunel pod Martwą Wisłą łączy Przeróbkę z Letnicą.
Połączenie z centrum Gdańska umożliwiają tramwaje, a także autobusy komunikacji miejskiej.  
Przez dzielnicę przebiega też magistrala towarowa do Portu Północnego, w postaci linii kolejowej nr 226.

## Obiekty
- Zakłady Naprawcze Taboru Kolejowego i Miejskiego w Gdańsku (zbudowane w latach 1910–1920[5])
- Zakład Karny Gdańsk-Przeróbka
- Gdańskie Zakłady Nawozów Fosforowych "Fosfory"
- Stocznia "Maritim Shipyard"
- Szkoła Podstawowa nr 61
- Klub wioślarski Gedania
- Twierdza Wisłoujście
- dawna Wojskowa Składnica Tranzytowa (Westerplatte)

## Rada Dzielnicy

### Kadencja 2024–2029[6][7][8][9]
- Przewodnicząca Zarządu Dzielnicy 
  - Beata Kaczmarska
- Przewodnicząca Rady Dzielnicy 
  - Elżbieta Żmijewska

### Kadencja 2019–2024[10]
- Przewodniczący Zarządu Dzielnicy 
  - Tomasz Biernat
- Przewodnicząca Rady Dzielnicy 
  - Elżbieta Żmijewska

### Kadencja 2015–2019[11]
- Przewodniczący Zarządu Dzielnicy 
  - Sławomir Sieradzki
- Przewodnicząca Rady Dzielnicy 
  - Elżbieta Żmijewska

### Kadencja 2011–2015[12][13]
do 1 czerwca 2014 jako Rada Osiedla
- Przewodniczący Zarządu Dzielnicy 
  - Sławomir Sieradzki
- Przewodnicząca Rady Dzielnicy 
  - Elżbieta Żmijewska